# Estación El Marco
El Marco fue una estación de ferrocarriles chilena ubicada en la comuna de Melipilla, región Metropolitana. Esta estación fue parte del Ramal Santiago-Cartagena.

## Historia
La estación fue parte del tramo original del ferrocarril que conectó a la ciudad de Santiago con Melipilla.
Seguía operando como estación en 1927, 1950 y 1969, cuando contaba con un desvío interno.
La estación ya no existe y no presta ningún tipo de servicio ferroviario, pero su cabina de movilización sigue en pie. El sector de la estación es utilizado como un aserradero y barraca que tiene cerca de 20 años en su actual locación.